# Proximity Designs
Proximity Designs — американская некоммерческая организация, социальное предприятие, базирующееся в Саут-Пасадина (Калифорния). Главной целью организации является борьба с бедностью среди крестьянских семей в Мьянме с помощью продуктов и услуг, специально разрабатываемых для фермеров с низкими доходами. Proximity Designs продаёт приводимые в действие ногами ирригационные насосы, резервуары для хранения воды, системы капельного орошения, осветительные устройства, работающие от энергии солнца, и консультативные услуги для ферм, которые помогают выращивать более урожайные и доходные сорта зерновых. Proximity Designs распределяет свои продукты и услуги через сеть частных агродилеров и независимых агентов деревенского уровня, которые охватывают около 80 % сельского населения Мьянмы. После катастрофического циклона Наргис Proximity Designs активно распределяла гуманитарную помощь для пострадавших и помогала восстанавливать хозяйства. 
Proximity Designs нанимает профессиональных дизайнеров, инженеров и этнографов для разработки нужных для крестьян недорогих и качественных устройств. Организация имеет дизайнерскую лабораторию в Мьянме, которая тестирует новые продукты и услуги. Также Proximity Designs предоставляет гарантийную поддержку и услуги по ремонту, изучает удовлетворённость потребителей и улучшение семейных доходов.

## История
Изначально Proximity Designs был запущен в 2004 году соучредителями International Development Enterprises и выпускниками Гарвардского института государственного управления им. Джона Ф. Кеннеди Джимом Тейлором и Дебби Аун Дин как региональная программа. Предприятие стало совершенно независимой организацией в 2008 году и тогда же было переименовано в Proximity Designs. В 2012 году Proximity Designs и его основатели получили премию за социальное предпринимательство от Фонда Сколла.
Недорогие продукты Proximity Designs продаются в Мьянме под брендом Yetagon и включают: ножные ирригационные насосы, которые качают воду из скважин, рек или водоёмов; системы капельного орошения; портативные резервуары для хранения воды. Также организация предоставляет консультативные услуги, которые обучают фермеров недорогим и простым сельскохозяйственным методам, позволяющим увеличивать урожаи, защищать хозяйства от потерь, вызванных вредителями, болезнями или злоупотреблением пестицидами.
Также Proximity Designs внедряет деревенские гуманитарные программы, стимулирующие развитие инфраструктуры и рабочих мест. С 2008 года были реализованы свыше тысячи деревенских проектов в пострадавшей от циклона дельте Иравади и засушливой центральной области Мьянмы. Со дня основания Proximity Designs продала свыше 110 тыс. своих изделий, которые позволили 400 тыс. крестьян существенно увеличить свои доходы.